# Marie-Louis de Varennes
Pour les articles homonymes, voir Varennes.
Marie Louis de Varennes, né le 19 août 1736 à Conches-en-Ouche et mort le 5 juin 1818 à Évreux, est un général français de la Révolution et de l’Empire.

## États de service
Fils de Jean-Baptiste Augustin de Varennes, chevalier seigneur de Mondasse, colonel du régiment de Varennes, et de Catherine Le Tellier, il entre en service le 20 février 1753, comme garde du corps, il passe sous-lieutenant le 20 mai 1756, dans le régiment de Bourbon. Le 20 mai 1761, il est volontaire aux grenadiers de France, et il est fait prisonnier à l’affaire de Grebenstein le 24 juin 1762. Il devient lieutenant en second dans ce corps le 21 décembre 1762, et il est fait de chevalier de Saint-Louis en 1768, puis il est réformé en même temps que les grenadiers de France en 1771.
Il reprend du service le 4 août 1771, comme capitaine au régiment provincial d’Alençon, et le 28 avril 1778, il est nommé major au régiment provincial d’artillerie de Metz. Le 25 juillet 1791, il reçoit ses épaulettes de lieutenant-colonel au 18e régiment d’infanterie, et le 7 mars 1792, il est nommé colonel commandant le 15e régiment d'infanterie de ligne, pour prendre rang le 5 février 1792. En septembre, il participe à la défense de Lille, alors assiégée. 
Il est promu général de brigade à l'armée de la Moselle le 15 mai 1793, mais renvoie ses lettres de service en invoquant des raisons de santé. Le 23 juin suivant, il est remplacé et autorisé à demander sa retraite. Le bénéfice d'une pension de retraite de chef de bataillon lui est accordée le 28 mars 1794.
En février 1797, il retourne au service en Italie comme chef de brigade de la 93e demi-brigade de deuxième formation, et en 1799, il est envoyé à Mantoue, où il se trouve encore le 30 juillet lors de la capitulation de la ville.